# Claas Super
La Claas Super est un modèle de moissonneuse-batteuse tractée produit par l'entreprise allemande Claas.
Bénéficiant à plusieurs reprises d'améliorations, la machine est fabriquée à plus de 65 000 exemplaires dans l'usine d'Harsewinkel entre 1946 et 1978.

## Historique

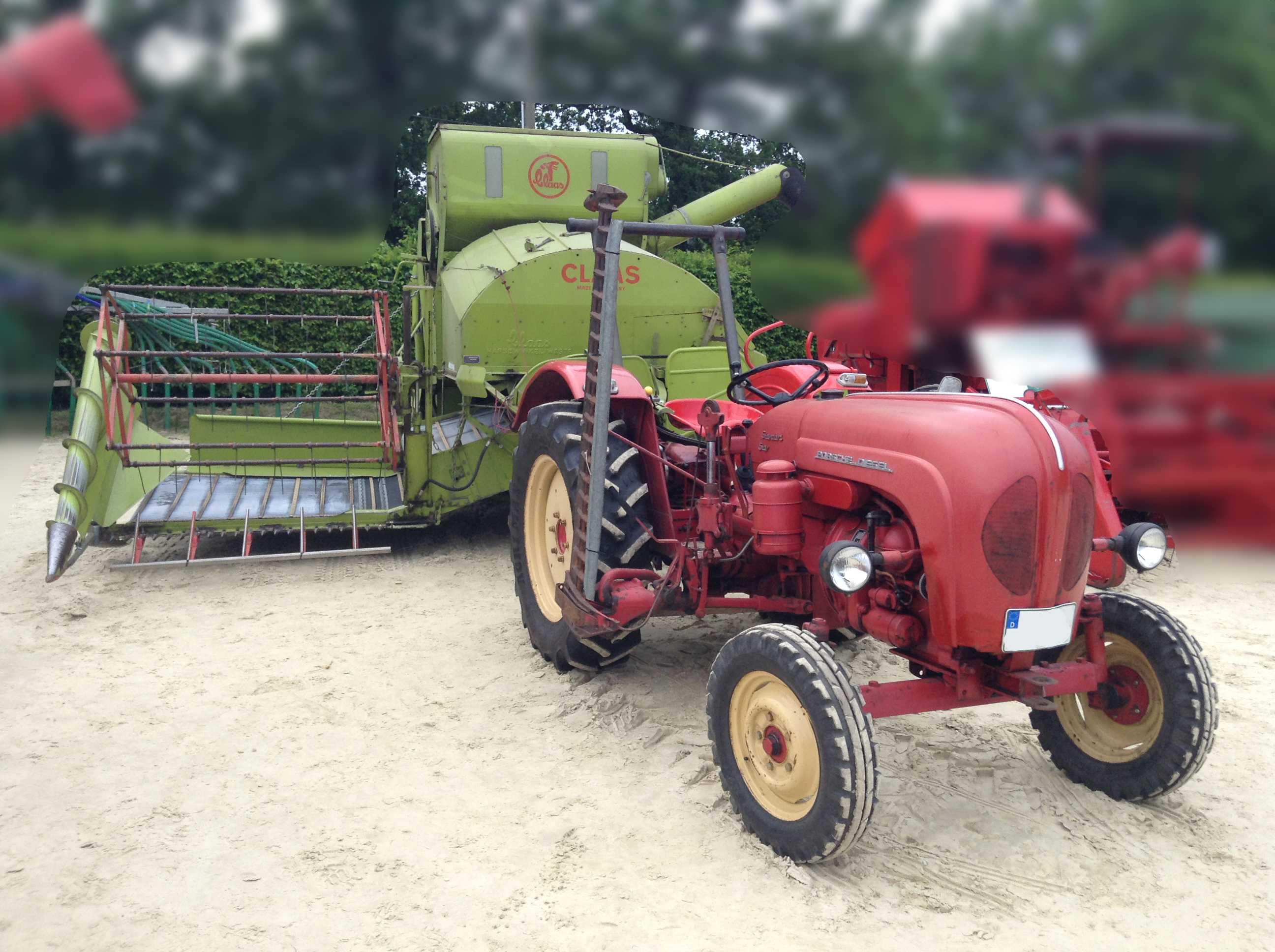
Claas Super Junior automatic.

C'est en 1936 que Claas construit dans l'usine d'Harsewinkel sa première moissonneuse-batteuse tractée, la MBD (Mäh Drescher Binder pour « moissonneuse-batteuse-lieuse »). Cette machine possède un batteur et des secoueurs transversaux, ce qui limite la longueur des secoueurs pour des raisons d'encombrement. 
Dix ans plus tard, une nouvelle machine est présentée, la Claas Super, toujours tractée et dont les secoueurs sont désormais longitudinaux, plus longs et plus efficaces.  La barre de coupe latérale est facilement repliable, ce qui facilite le transport. Cette moissonneuse-batteuse rencontre un énorme succès. Elle évolue progressivement en Super 500 plus performante en 1955 puis en Super 500 automatic en 1969 lorsque certaines commandes deviennent hydrauliques. La production ne cesse qu'en 1978 ; plus de 65 000 unités sont produites et vendues sur tous les continents.
Parallèlement, entre 1953 et 1978; Claas développe un modèle de plus petite capacité, la Super Junior puis Super Junior automatic.

## Caractéristiques

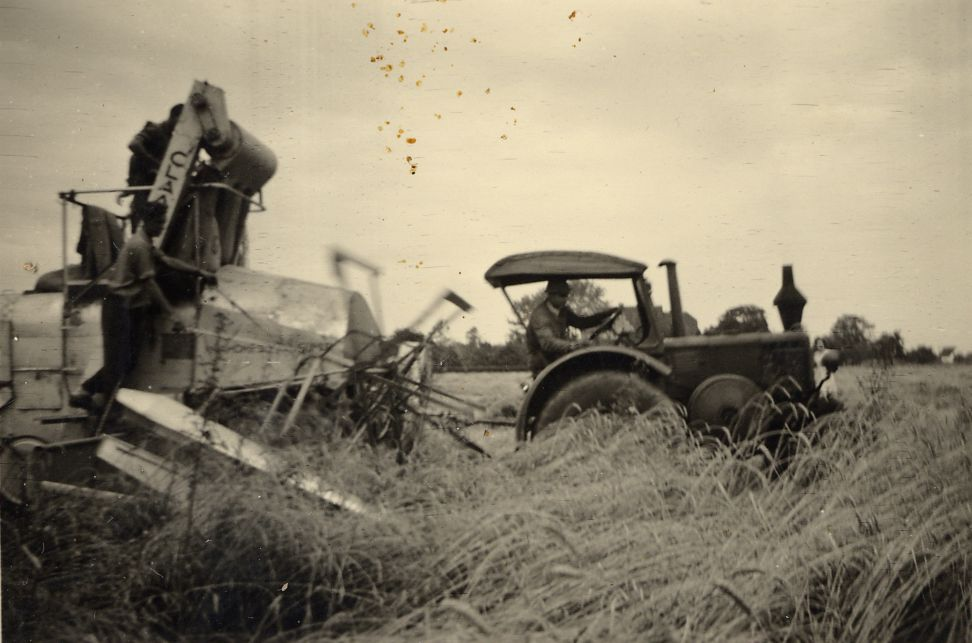
Claas Super avec plateforme d'ensachage.

La Claas Super est une moissonneuse-batteuse tractée dont le corps se situe dans l'alignement du tracteur et la barre de coupe déportée. Cette disposition procure un bon équilibre et une bonne manœuvrabilité à l'attelage mais oblige à rouler dans la récolte à l'entame d'une parcelle. La largeur de coupe varie de 2,10  à   3 m, cette dernière possibilité étant réservée aux cultures extensives.
Le mécanisme de la machine est actionné par la prise de force du tracteur mais, dans les années 1950, certains d'entre eux n'en disposant pas ou étant de puissance trop faible (inférieure à 25 ch), un moteur auxiliaire, essence ou Diesel monté sur la machine, est proposé en option.
Les premiers millésimes sont fabriqués de série avec un trieur à grains et une plateforme d'ensachage, la trémie pour la récolte en vrac étant une option. Au fur et à mesure des années et de l'évolution des pratiques agricoles, c'est la trémie qui devient la norme et le trieur une option. De la même manière, la presse à balles montée à l'arrière de la machine est rapidement abandonnée ; elle génère trop de pannes.
La principale évolution de la Claas Super automatic est la commande hydraulique de la hauteur de coupe et de la position des rabatteurs.